# ツイスト・アンド・シャウト (EP)
『ツイスト・アンド・シャウト』（Twist and shout）は、イギリスのロックバンド、ビートルズの1枚目の公式EPである。

## 解説
ビートルズ1枚目のEP。収録曲は全てアルバム『プリーズ・プリーズ・ミー』のB面からである。またレコード番号がGEP 8882であり次作『ザ・ビートルズ・ヒッツ』よりも大きい。
『プリーズ・プリーズ・ミー』の発売後、「ツイスト・アンド・シャウト」のシングルカットを求める声がEMIに殺到した。しかしビートルズとジョージ・マーティンが「ツイスト・アンド・シャウト」をシングルのための作品と思っていなかったのでシングル発売を拒んだため、その妥協策として発売された。
ジャケット写真は、アイドル雑誌『ボーイフレンド』のカメラマン、フォアダ・アダムスが1963年4月18日 にユーストン駅裏の爆撃跡地で撮ったものを借り転用したもの。選んだのは広報担当のトニー・バーロウとジョン・レノンである。この写真は有名でデイリー・テレグラフに「1960年代を重要なイメージ」と評され『LOVE』でもシルエットが使用された。ジェネシスもEP『3✕3』で、このジャケットをパロディしている。また第2版から文字の色が赤くなっている。またカナダでの編集版『Twist And Shout』にも使用された。ライナーノーツはトニー・バーロウによるもの。
エルヴィス・コステロが自分のお金で初めて買ったレコードである。

## 売り上げ
『ツイスト・アンド・シャウト』は発売日までに予約注文だけで10万枚を超えたとされ、結果的に合計で25万枚を売り上げ、1963年8月13日にはシルバーディスクに認定された。この時点で最もイギリスで売れたEPになっている。
チャートでは全英チャートでは1位を獲得し、64週間チャートに留まった。NMEのシングルチャートではEPとして初めてチャート入りし、最高4位まで上昇した。

## 収録曲

### Side1
1. ツイスト・アンド・シャウト - Twist and shout (P.Medley-B.Russel)
  - 演奏時間：（2'35"）、リード・ヴォーカル：ジョン・レノン
  - アイズレー・ブラザーズのカヴァー曲。
2. 蜜の味 - A Taste Of Honey (R.Marlow-B.Scott)
  - 演奏時間：（2'03"）、リード・ヴォーカル：ポール・マッカートニー
  - レニー・ウェルチのカヴァー曲。

### Side2
1. ドゥ・ユー・ウォント・トゥ・ノウ・ア・シークレット - Do You Want To Know A Secret (McCartney-Lennon)
  - 演奏時間：（1'58"）、リード・ヴォーカル：ジョージ・ハリスン
2. ゼアズ・ア・プレイス - There’s A Place (McCartney-Lennon)
  - 演奏時間：（2'03"）、リード・ヴォーカル：ジョン・レノン
[21]